# 林瑛二
林瑛二（はやし えいじ、1938年-）は、日本の英文学者。慶應義塾大学名誉教授。

## 学歴
- 1961年3月　埼玉大学文理学部人文学科（英語英文学専攻）卒業
- 1966年3月　慶應義塾大学大学院文学研究科（英文学専攻）修了

## 職歴
- 1969年4月　慶應義塾大学法学部専任講師
- 1973年4月　慶應義塾大学法学部助教授
- 1981年4月　慶應義塾大学法学部教授

## 訳書
- 『ウィリアム・クーパー詩集』、ウィリアム・クーパー（著）、林瑛二（翻訳）、慶應義塾大学法学研究会叢書、1992年
- 『ジェームズ・トムソン詩集』、ジェームズ・トムソン（著）、林瑛二（翻訳）、慶應義塾大学出版会、2002年

## 論文
- 「Sermoni Propriora　コールリッジの会話詩分析」、『教養論叢』、22号、52-61頁、1968年
- 「永生と必滅の結婚　the acme of Wordsworth's poetic power」、『教養論叢』、31号、62-80頁、1971年
- 「非エロス的熱情　ポオの愛の物語をめぐって」、『教養論叢』、40号、68-81頁、1975年
- 「Pleasant pain - an essay on Keats's Odes」、『教養論叢』、51号、143-158頁、1979年
- 「喪失と獲得　ワーズワースの自然観と精神的発達」、『教養論叢』、56号、83-154頁、1981年
- 「ウィリアム・クーパーの自然観」、『教養論叢』、80号、169-196頁、1989年
- 「ダロウェイ夫人における象徴性」、『教養論叢』、85号、49-72頁、1990年
- 「William Cowperのユーモア」、『教養論叢』、90号、58-80頁、1992年
- 「ロマン主義詩における樹木礼賛」、『教養論叢』、92号、84-108頁、1993年
- 「ロマン主義的自然観」、『教養論叢』、100号、68-69頁、1995年
- 「ジェームズ・トムソンのIndolenceの意味」、『イギリスロマン派研究』、22号、1-9頁、1998年

## 学位
- 文学修士